# Watergrasshill
Watergrasshill (iriska: Cnocán na Biolraí) är en ort i republiken Irland.   Den ligger i grevskapet County Cork och provinsen Munster, i den södra delen av landet. Watergrasshill ligger 182 meter över havet och antalet invånare är 1 161.
Terrängen runt Watergrasshill är huvudsakligen platt, men norrut är den kuperad.  Trakten runt Watergrasshill består i huvudsak av jordbruksmark. På östra sidan passerar en motorväg.